# Lethargy of Death
Lethargy of Death ist eine 2000 gegründete Funeral-Doom-Band.

## Geschichte
Der in Santiago de Chile lebende Musiker „Emiaj“ gründete Lethargy of Death im Jahr 2000 als Soloprojekt. Er arbeitete seine Musik allein aus und veröffentlichte zwei EPs im Eigenverlag, bevor er einen Vertrag mit Endless Winter für die Veröffentlichung seines Debüt-Albums Necrology schloss. Das Album erschien im August 2010 und wurde international überwiegend positiv aufgenommen. Bertrand Marchal lobte das Album in einer für Doom-Metal.com verfassten Rezension und nannte es „unerwartet gut gemacht“. Necrology sei eine „immense Erfahrung von eindringlicher Schönheit“ lautete das für Metalstorm von KwonVerge verfasste Urteil. Ähnlich beteuerten die Rezensenten des italienischen Aristocrazia Webzine und des niederländischen Zware Metalen, in ihren Besprechung, dass das Album Genrefans mit Gewissheit zu überzeugen wüsste. Nach dem Debüt blieben weitere Veröffentlichungen aus, obwohl „Emiaj“ in einem Interview aus dem Jahr 2012 beteuerte an neuem Material zu arbeiten.

## Stil
Lethargy of Death spielt einen Funeral Doom mit intensiven Keyboard-Spiel. Zum Vergleich verweisen Rezensenten auf Shape of Despair und Skepticism. Frühe Shape of Despair für den gutturalen Gesang und die symphonische Herangehensweise und Skepticism für die ängstliche Atmosphäre und den häufig bemühten Orgel-Klang der Synthesizer. Als lyrisches Grundthema benennt „Emiaj“ Albträume, die ihn seit der eigenen Kindheit begleiten, Funeral Doom sei als Musik hierbei für ihn die ideale Umsetzung. Ruhige Passagen, die dem Dark Ambient entsprechen sowie, „dröhnende und dramatische Wellen von Synthesizern wirbeln und dehnen sich in eine Leere, in der eine dünne, kratzige Stimme letzte Wort murmelt, bevor sie verschwindet.“ Ruhige und als „feierlich“ wahrgenommene Orgel-Klängen, werden mit tiefem Gesang und einem zurückgenommenen Gitarrenspiel gepaart.

## Diskografie
- 2005: Tribulations (EP, Selbstverlag)
- 2006: Robe of Death (EP, Selbstverlag)
- 2010: Necrology (Album, Endless Winter)